# Jorge Guerricaechevarría

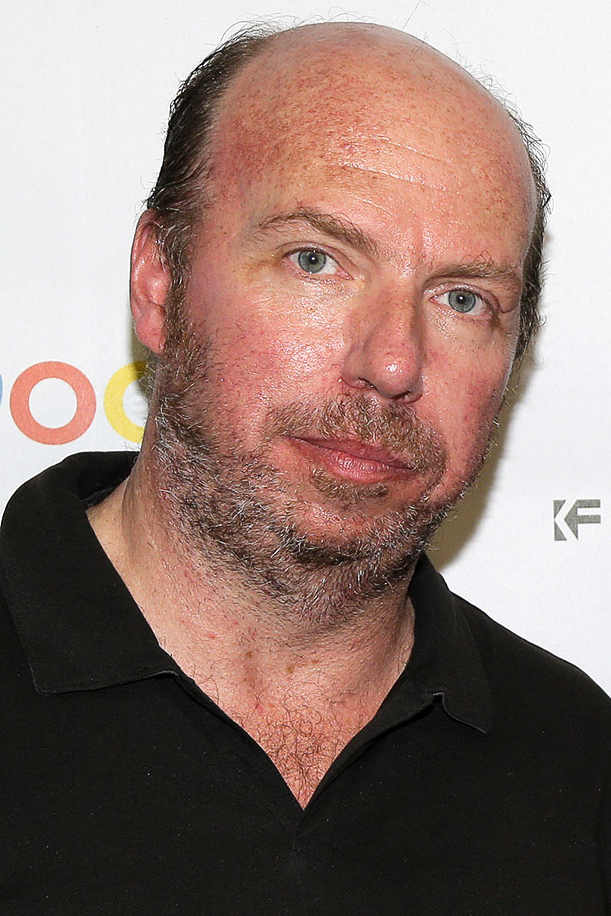
Jorge Guerricaechevarría

Jorge Guerricaechevarría, auch Jorge Guerrica Echevarría (* 10. Juli 1965 in Avilés, Asturien, Spanien) ist ein spanischer Drehbuchautor baskischer Abstammung.

## Leben
Jorge Guerricaechevarría studierte Geschichtswissenschaften an der Universität Baskenland, wo er den späteren Regisseur Álex de la Iglesia kennenlernte. Für dessen Filme schrieb er nahezu an allen Drehbüchern mit, darunter auch Aktion Mutante, Perdita Durango und Oxford Murders. Für seine Drehbücher erhielt er vier Nominierungen des spanischen Filmpreises Goya, wobei er ihn für seine Arbeit an Cell 211 gewinnen konnte. Zusätzlich zu dieser Auszeichnung erhielt er im Jahr 2010 eine Nominierung des Europäischen Filmpreises für das Beste Drehbuch.

## Filmografie (Auswahl)
- 1993: Aktion Mutante (Acción mutante)
- 1995: El día de la bestia
- 1997: Live Flesh – Mit Haut und Haar (Carne trémula)
- 1997: Perdita Durango
- 2000: Allein unter Nachbarn – La comunidad (La Comunidad)
- 2002: 800 Bullets (800 balas)
- 2002: Sie sind unter uns! (Nos miran)
- 2004: Ein ferpektes Verbrechen – Crimen ferpecto (Crimen ferpecto)
- 2006: Das Kovak Labyrinth (The Kovak Box)
- 2006: The Baby’s Room (Películas para no dormir: La habitación del niño)
- 2008: Oxford Murders (The Oxford Murders)
- 2009: Cell 211 (Celda 211)
- 2012: Ende (Fin)
- 2015: My Big Night (Mi Gran Noche)
- 2016: Jeder gegen jeden (Cien años de perdón)
- 2022: Codewort: Kaiser (Código Emperador)
- 2023: Die Todesschwester (Hermana Muerte)